# Arca de San Pedro mártir
El Arca de San Pedro mártir (en italiano: Arca di San Pietro Martire) es una escultura gótica realizada por Giovanni di Balduccio en mármol blanco de Carrara, firmada y fechada en 1339, conservada en la basílica de San Eustorgio de Milán.

## Historia
El arca muestra en la tapa del sarcófago una inscripción latina con el autor de la misma, Giovanni di Balduccio: Magister Johannes Balducii de Pisis sculpsit hanc archam anno Domini MCCCXXXVIIII  [El maestro Giovanni di Balduccio da Pisa esculpió este arca en el año del Señor 1339].  Giovanni, un escultor toscano formado en Pisa a principios del siglo XIV, en los últimos años de la obra de los dos grandes maestros Giovanni Pisano y Tino di Camaino. El escultor había sido llamado a Milán por el señor de la ciudad, Azzone Visconti (r. 1329-1339). La obra es uno de los importantes encargos artísticos promovidos por los Visconti en la década de 1330, que reunió en la ciudad a célebres artistas del centro de Italia, entre ellos Giotto. La obra fue encargada por los dominicos del convento de San Eustorgio cerca de Porta Ticinese en Milán, para custodiar los restos de san Pedro mártir. El cuerpo del santo fue trasladado en 1340 al interior del sarcófago, luego colocado en la nave de la iglesia de San Eustorgio. Para la realización, el escultor tomó como modelo el arca de San Domenico de Bolonia (muy modificada en el siglo XV). En el siglo XVIII se trasladó al interior de la renacentista capilla Portinari, contigua a la iglesia, donde aún hoy se puede admirar.

## Descripción

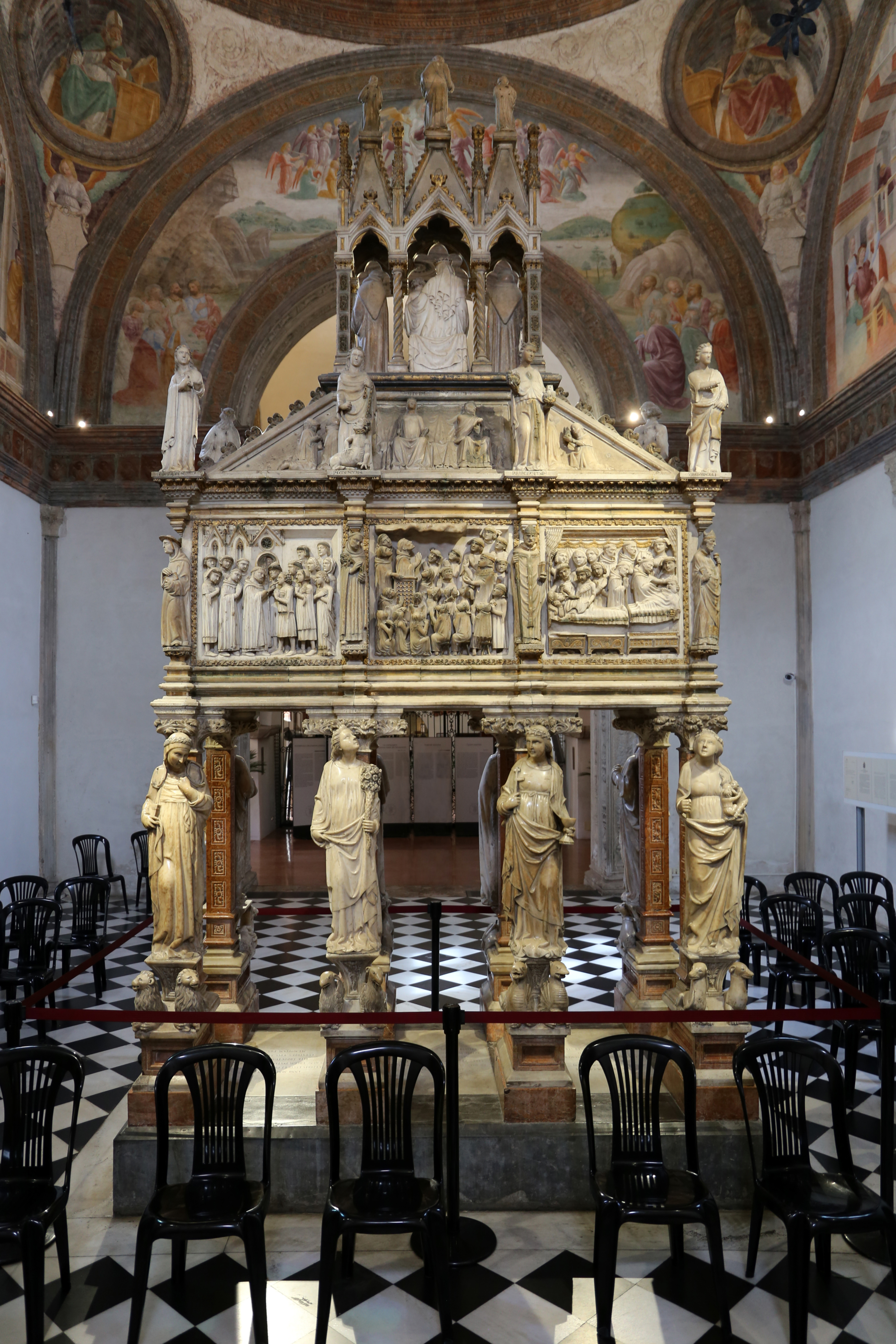
El lado posterior

El monumento se caracteriza por una estructura iconográfica y alegórica particularmente compleja. El sepulcro está sostenido por ocho pilares cuadrangulares de mármol rojo, flanqueados por otras tantas figuras femeninas en redondo que representan las alegorías de las virtudes teologales y las virtudes cardinales, a cuyos pies se sitúan animales simbólicos.
En el lado que da a la entrada se encuentran la Justicia, que ha perdido sus atributos tradicionales de espada y balanza, la Templanza, que mezcla agua y vino, la Fortaleza, revestida de una piel de león y con el escudo de Aquiles en la mano, y la Prudencia trifronte. En el lado posterior, la Obediencia lleva un yugo sobre sus hombros, flanqueada por las virtudes teologales: la Esperanza con los ojos al cielo, la Fe marcada por el cáliz y la Caridad amamantando a los pequeños. Cada una de ellos descansa sobre un par de figuras alegóricas formadas por animales o representaciones mitológicas.
Para decorar los laterales del sarcófago hay ocho bajorrelieves con historias del santo, intercaladas con figuras de santos y apóstoles en tutto tondo. Son, empezando por la izquierda: el Funerali del Santo; en el centro, la Canonizzazione del Santo; a la derecha el Miracolo della nave. En el flanco derecho del sarcófago aparece la formella  con la Translazione del corpo del santo da San Simpliciano a Sant'Eustorgio.
En las cuatro esquinas están los cuatro Doctores de la Iglesia, mientras que a los lados se puede ver a San Eustorgio y algunos de los apóstoles. Hay ocho figurillas que representan a: Ambrosio, Pedro el apóstol, Gregorio, Jerónimo, Tomás de Aquino, Eustorgio y Agustín.
Las formellas representan milagros realizados por el santo, como el Miracolo del muto, el Miracolo della nube, la Guarigione dell'infermo e dell'epilettico, el Miracolo della nave, el Martirio, los Funerali y la Canonizzazione.
Alrededor de la tapa, en línea directa con las virtudes y los santos, destacan las animadas figuras alegóricas de los nueve coros angelicales, según la jerarquía celestial del pseudo-Dionisio el Areopagita; de izquierda a frente: ángeles, querubines, tronos, dominaciones, virtudes, potestades, principados, arcángeles y serafines.
La tapa es una pirámide troncocónica con bajorrelieves con otros santos y donantes--mecenas y en el marco superior de la urna están grabados el nombre de Giovanni di Balduccio y la fecha (1339). El arca termina con un edículo con tres cúspides en el centro del cual está la Madonna in trono col Bambino  y a los lados los Santi Domenico e Pietro Martire;; en el vértice Cristo benedicente tra due angeli.

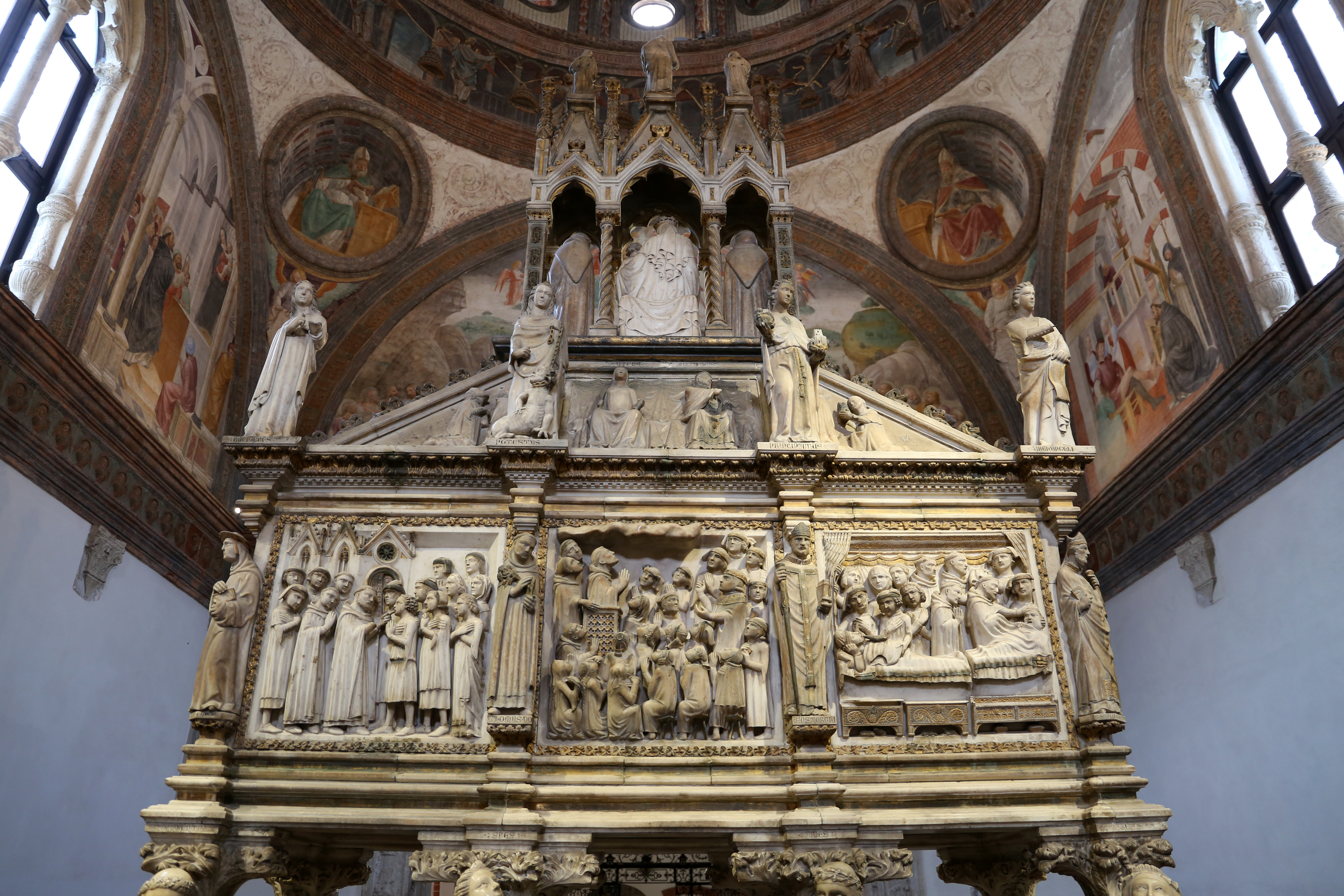
El sarcófago
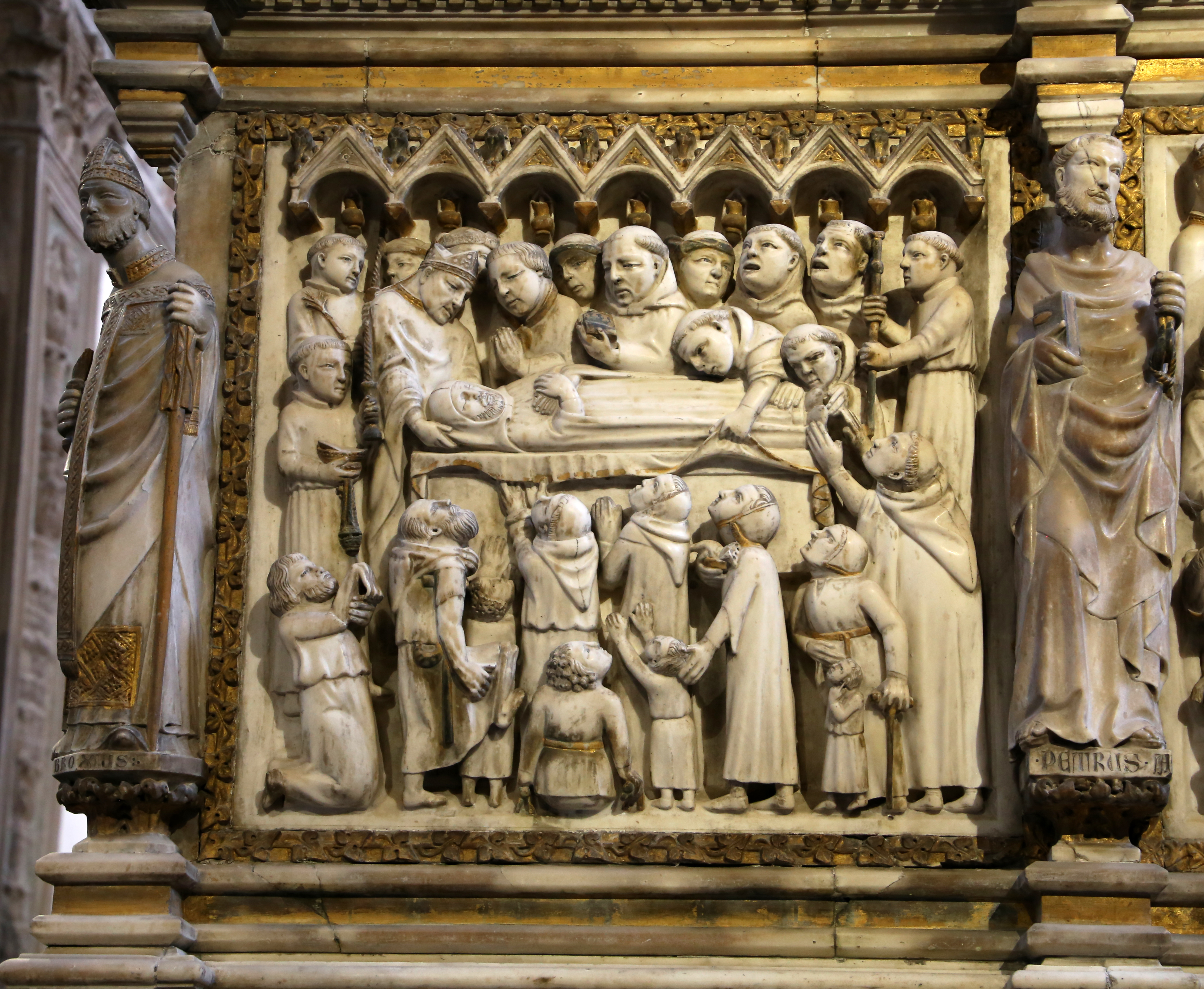
Los funerales del santo, entre san Ambrosio y san Pedro
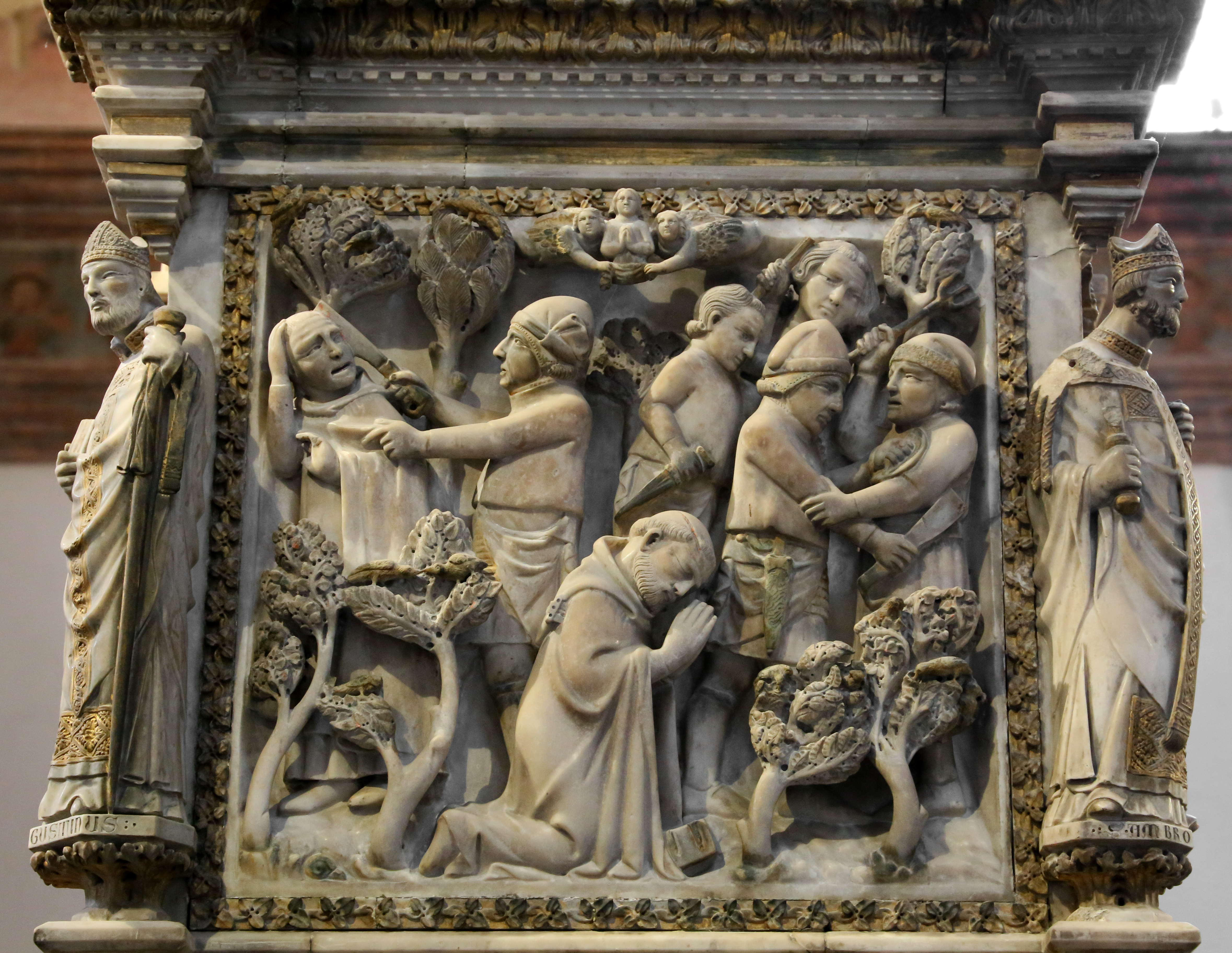
Bajorrelieve con el Martirio del santo
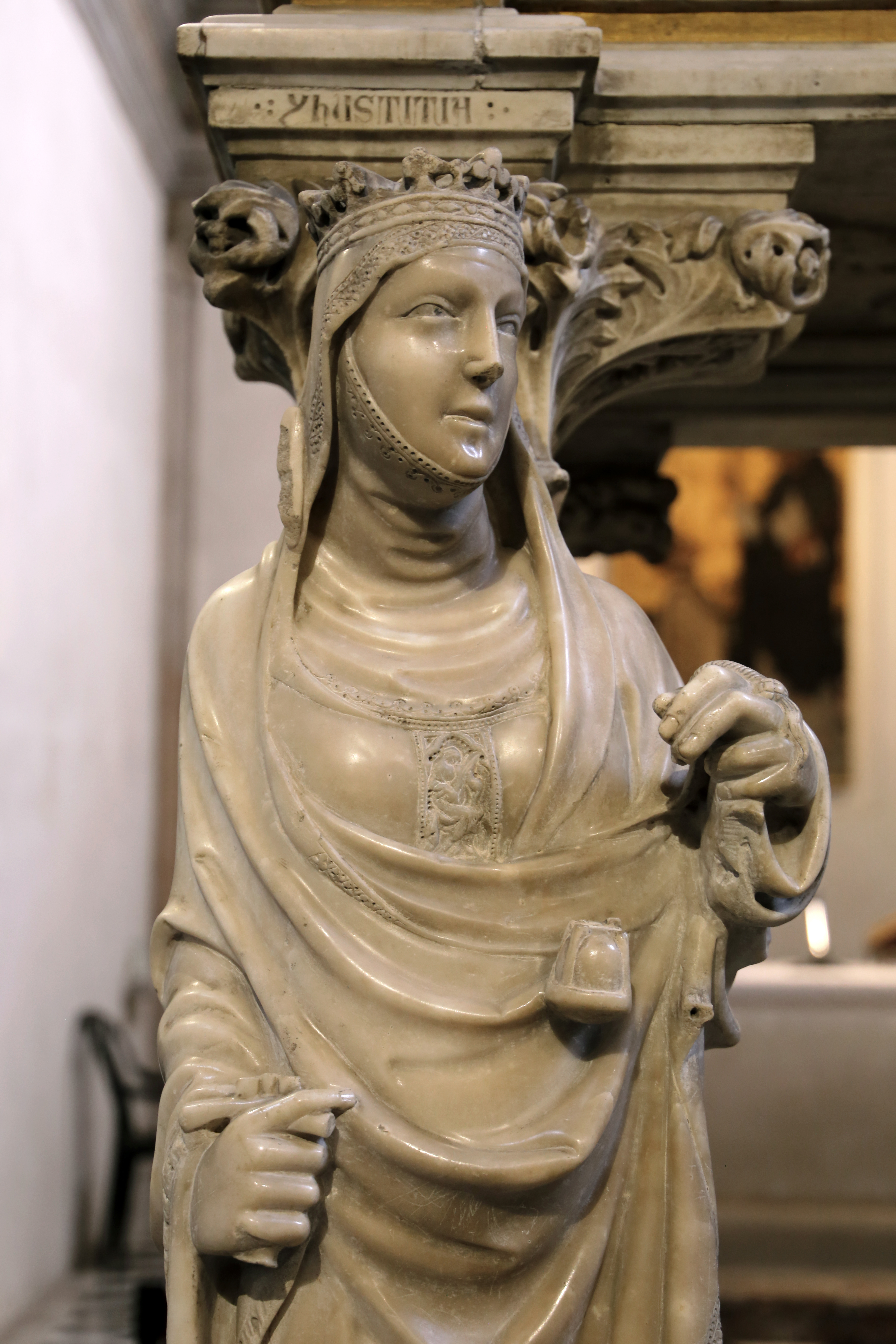
La Justicia
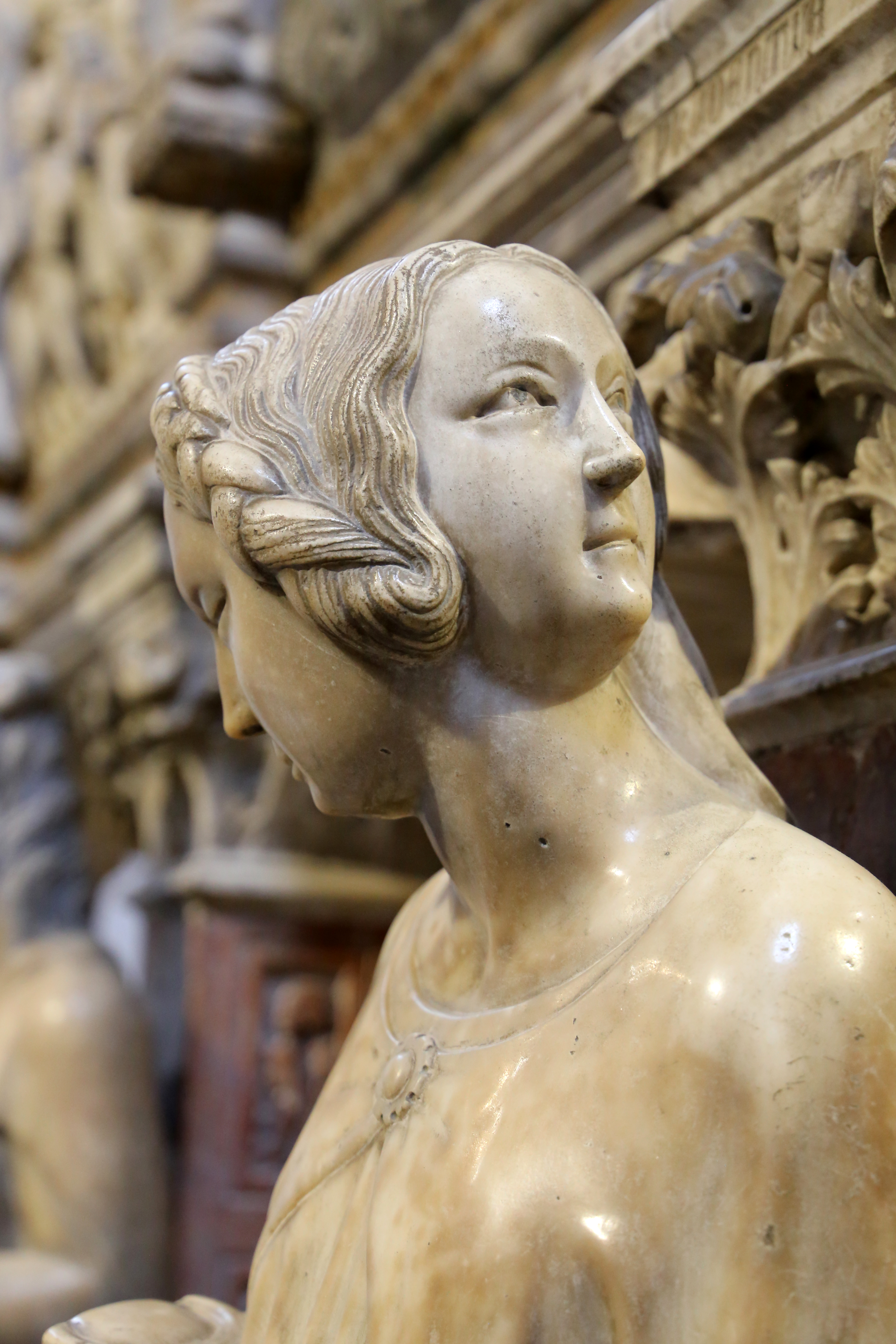
La Prudencia